# Vicarage Road
Vicarage Road este un stadion din Watford, Hertfordshire, Anglia și este locul unde Watford își joacă meciurile de pe teren propriu. Stadion cu toate locurile pe scaune, capacitatea sa actuală este de 22.220 de locuri în urma finalizării noii tribune „sir Elton John” în 2014, iar lucrările de extindere în 2015 și din nou pe tot parcursul anului 2016 și 2017, au inclus și extinderea terenului de fotbal. Lucrările de extindere și modernizare vor continua, cu planurile de a extindere a Vicarage Road la aproximativ 30.000 de locuri.

## Istorie
A fost locul unde Watford și-a jucat meciurile de pe teren propriu din 1922, când clubul s-a mutat din Cassio Road.Terenul a fost deschis oficial de col. Charles Healey, de la Benskins Brewery, la meciul contra echipei Millwall la 30 august 1922. Pe lângă faptul că este stadionul echipei Watford, acesta a fost, de asemenea, stadionul echipei Wealdstone F.C. între 1991 și 1993, și al echipei de rugby Saracens din 1997 până când s-au mutat pe noul lor stadion, în parcul Allianz, în februarie 2013.